# Zelking-Matzleinsdorf
Zelking-Matzleinsdorf è un comune austriaco di 1 243 abitanti nel distretto di Melk, in Bassa Austria. È stato istituito nel 1970 con la fusione dei comuni soppressi di Matzleinsdorf e Zelking; capoluogo comunale è Zelking.